# Antonín Kalla
Antonín Kalla (německy Anton Kalla, 1848 Sedlec u Prahy – 13. listopadu 1912 Kovářská) byl česko-německý podnikatel a obchodník, majitel továrny na výrobu rybích konzerv v Kovářské, městečku nedaleko Chomutova, jednoho z největších podniků svého druhu v Rakousku-Uhersku, kterou dlouhá léta vedl. Ve své době patřil k jedněm z nejvýznamnějších podnikatelských osobností v oblasti Podkrušnohoří.

## Život

### Mládí
Narodil se v Sedlci u Prahy, patrně do německy mluvící rodiny. Vychodil německou obecnou školu v Sedlci, poté vystudoval gymnázium v Praze a následně začal pracovat jako bankovní úředník. Po vypuknutí prusko-rakouské války roku 1866 se přihlásil jako dobrovolník do císařské armády a jako člen jezdectva se zapojil do bojů proti Prusům ve východních Čechách v rámci bitev u Jičína a u Hradce Králové. Byl těžce zraněn, zajat a převezen do zajateckého tábora v Magdeburku, odkud se po uzavření tzv. Pražského míru vrátil zpět do Čech. Po několik let působil jako důstojník jezdectva, poté nastoupil jako železniční úředník k České západní dráze, odkud však kvůli nízkému platu odešel a přihlásil se k finanční stráži. Při svém pobytu v česko-saském pohraničí se seznámil s Emilií Schmiedovou, dcerou zdejšího mlynáře z Kovářské, kde se následně usadil.

### Podnikání

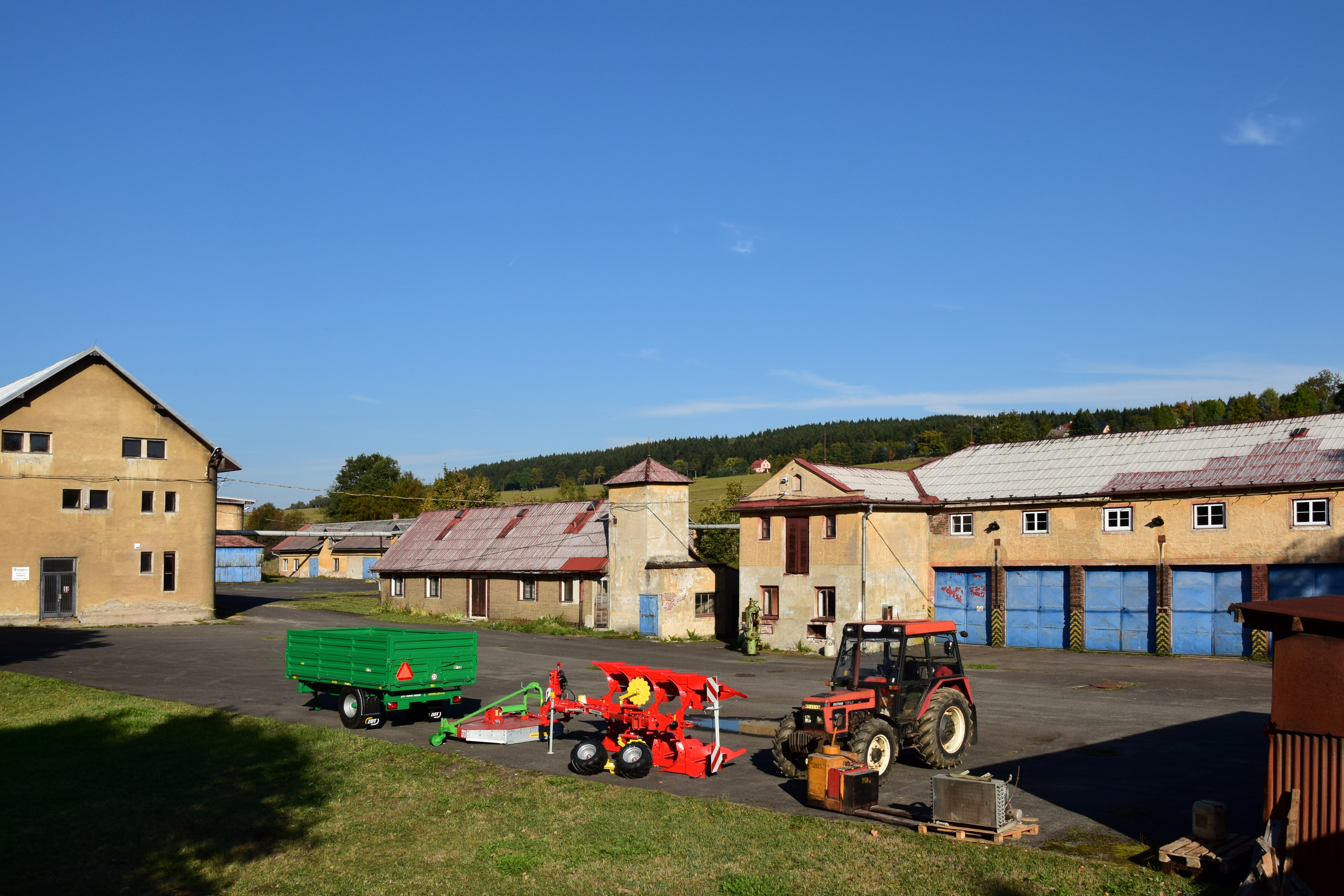
Areál společnosti Elektropřístroj, kde bývala továrna na výrobu rybích konzerv

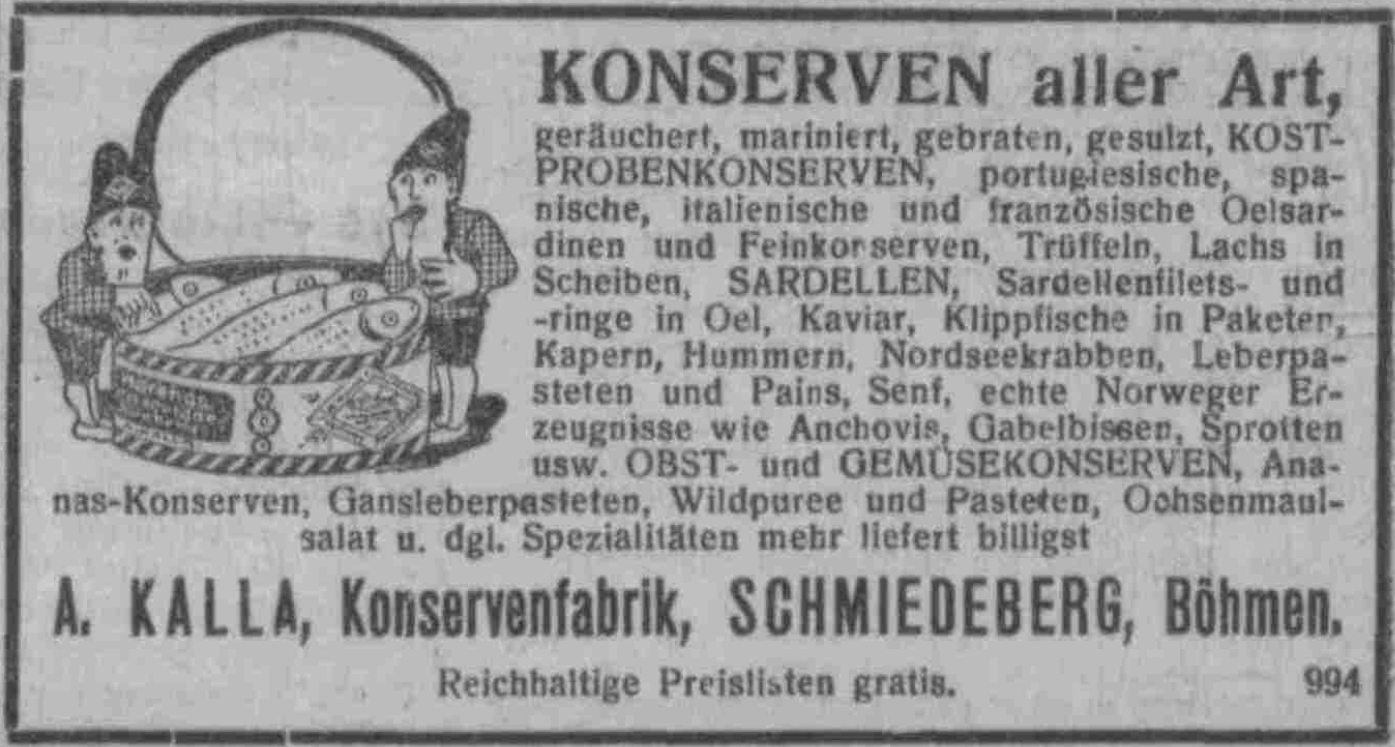
Inzertní reklama firmy A. Kalla z roku 1924

Roku 1877 v Kovářské založil nevelký vlastní obchod s potravinami nejrůznějšího druhu, který v dalších letech rozvíjel a rozšiřoval, mj. o sortiment rybích konzerv. Vykonal několik cest do zahraničí, kde se s tímto sortimentem blíže seznámil a tyto výrobky začal do Rakouska-Uherska šířeji dovážet. Kvůli vysokým cenám cla na dovoz ryb a rybích konzerv, především z Německa a Švédska, začal uvažovat o zřízení vlastní konzervárny. Své první výrobky začal v Kovářské prodávat roku 1888. Ve své činnosti byl úspěšný a výrobu nadále rozšiřoval. Distribuci a zásobování firmy umožňovala především železniční trať Chomutov–Vejprty, otevřená již roku 1872. Rostoucí věhlas a poptávka firmy vedla roku 1900 k výstavbě malé továrny na výrobu konzerv s udírnou za pozemkem domu s Kallovým obchodem v centru Kovářské. Firma sbírala také ocenění na mezinárodních kulinářských výstavách.
Roku 1910 byl v Kovářské otevřen zcela nový tovární areál firmy na kraji obce, využívající ke své potřebě malou vodní elektrárnu. Firma, přejmenovaná na Erste Erzgebirgische Fischkonzerv Fabrik (První krušnohorská továrna rybích konzerv) toho času zaměstnávala okolo 600 lidí a je uváděna jako jeden z největších závodů rybích konzerv v Rakousku-Uhersku. Vedle továrny byla rovněž roku 1910 postavena rodinná vila pro Antonína Kallu a jeho rodinu.

### Úmrtí
Antonín Kalla zemřel 13. listopadu 1912 v Kovářské ve věku 63 nebo 64 let. Pohřben byl v rodinné hrobce na hřbitově v Kovářské.

### Po smrti
Po jeho smrti převzali podnik jeho dědicové, konkrétně syn Julius Kalla. Rodina Kallova závod vlastnila až do jeho znárodnění roku 1945, neboť byla spojena s nacistickým hnutím. Roku 1952 pak továrna definitivně zanikla.